# Джордж Найтли
Джордж На́йтли (англ. George Knightley) — вымышленный персонаж, герой романа британской писательницы Джейн Остин «Эмма» (1815). Друг, единственный критик, а затем муж заглавной героини — Эммы Вудхаус. Появляется во всех экранизациях этой книги.

## Характеристика
Джордж Найтли в романе Остин — мужчина лет тридцати семи, владелец поместья Донуэлл, сосед и свойственник Эммы Вудхаус (его брат женат на сестре Эммы). В отличие от главной героини, это зрелый и здравомыслящий человек. Будучи самым богатым и влиятельным земледельцем в округе, Найтли отличается простыми манерами, не любит роскошь и всё показное: у него даже нет лошадей, которых можно было бы парой запрягать в карету.
Найтли — единственный герой романа, который позволяет себе критиковать заглавную героиню (в частности, за её стремление устраивать чужие браки). Он остаётся крайне недоволен Эммой, когда та убеждает свою подругу Гарриет Смит отвергнуть предложение руки и сердца, сделанное фермером Робертом Мартином. Проявленная им при этом резкость приводит даже к ссоре и временному отдалению героев друг от друга. Позже Найтли стыдит Эмму из-за обиды, которую та нанесла мисс Бейтс, но этот случай показывает его дружескую привязанность. Он часто критикует Фрэнка Черчилля — в том числе и потому, что ревнует к нему Эмму. Постепенно Найтли и Эмма вместе учатся на своих промахах, а в конце романа понимают, что любят друг друга. Их брак укрепляет положение Найтли как самого авторитетного землевладельца.

## В кино
Джордж Найтли появляется во всех многочисленных экранизациях романа.
- Фильм 1948 года — Найтли сыграл Ральф Майкл;
- телесериал 1960 года — Пол Дэнман;
- телесериал 1972 года — Джон Карсон;
- фильм 1996 года — Джереми Нортэм[6];
- телефильм 1996 года — Марк Стронг[7];
- телесериал 2009 года — Джонни Ли Миллер[8];
- фильм 2020 года — Джонни Флинн[9].